# Rattus praetor
Rattus praetor is een rat uit de familie Muridae.

## Kenmerken
R. praetor is een grote, stekelige rat. Hij heeft smallere kiezen, een meer roodachtige vacht en smallere achtervoeten dan R. mordax. Vrouwtjes hebben 2+2=8 mammae. De kop-romplengte bedraagt (op Gebe) 177 tot 206 mm, de staartlengte ongeveer 150 mm, de achtervoetlengte 35 tot 40 mm, de oorlengte 19 tot 20 mm en het gewicht 180 tot 240 gram.

## Verspreiding
Deze soort komt voor op Nieuw-Guinea en eilanden oostelijk daarvan tot Guadalcanal in de Salomonseilanden. Fossielen zijn zelfs gevonden op Tikopia in de Santa Cruz-eilanden. In totaal komt hij voor op de volgende eilanden: Bat, Blup Blup, Bougainville, Choiseul (onzeker), Gebe, Guadalcanal, Karkar, Manus, Nieuw-Brittannië, Nieuw-Guinea, Nieuw-Ierland, Nissan (fossiel), Salawati en Tikopia (fossiel). Op Nieuw-Ierland wordt hij "amuk" genoemd, op Bougainville "kaimade" en op Nieuw-Brittannië "wapo". Er zijn suggesties geweest dat hij ook verder naar het oosten voorkomt, bijvoorbeeld op Fiji. In de Salomonseilanden is hij weinig algemeen; meestal wordt hij alleen gevonden in extreem verstoorde habitats en op kleine eilandjes voor de kust. In het grootste deel van zijn verspreiding ten oosten van Nieuw-Guinea is hij prehistorisch ingevoerd; waarschijnlijk bereikte hij Nieuw-Ierland ongeveer 3500 jaar geleden en de Salomonseilanden wat later.

## Ondersoorten
Er zijn twee ondersoorten:
- Rattus praetor coenorum (Nieuw-Guinea en eilanden ten westen daarvan)
- Rattus praetor praetor (Manus, Bismarck-archipel, Salomonseilanden)